# エマニュエル・コネ
エマニュエル・コネ（Kouamatien Emmanuel Koné、1986年12月31日 - ）は、コートジボワール・アボングア出身のサッカー選手。ポジションはMF。

## 経歴

### クラブ
コートジボワールのASECミモザでプロキャリアをスタートさせ、2007年にルーマニアのCFRクルージュに移籍。2009－10シーズンはFCインテルナシオナル・クルテアにレンタル移籍した。2011年11月にミモザを退団、3週間の入団テストを経てCSスダン・アルデンヌへと加入した。2013年8月10日、ギリシャのレヴァディアコスFCへ移籍。2015年、ヴェリアFCへの移籍に口頭で合意したが、最終的にはアポロン・スミルニFCへ移籍した。

### 代表
コートジボワール代表として2008年にデビューして以来、北京オリンピック、アフリカネイションズカップ2010、2010 FIFAワールドカップに出場した。

## 所属クラブ
- ASECミモザ 2003–2007
- CFRクルージュ 2007–2011.11

→ FCインテルナシオナル・クルテア 2009-2010 (loan)
- CSスダン・アルデンヌ 2012.1-2013
- レヴァディアコスFC 2013-2015
- アポロン・スミルニFC 2015-2019
- レヴァディアコスFC 2019-

## 代表歴

### 出場大会
- コートジボワール代表
  - 2010 FIFAワールドカップ

### 試合数
- 国際Aマッチ 15試合 0得点（2008年-2010年）[1]

| コートジボワール代表 | 国際Aマッチ | 国際Aマッチ |
| 年                   | 出場        | 得点        |
| -------------------- | ----------- | ----------- |
| 2008                 | 4           | 0           |
| 2009                 | 7           | 0           |
| 2010                 | 4           | 0           |
| 通算                 | 15          | 0           |